# Jugement du garde-champêtre
Jugement du garde-champêtre és un curtmetratge mut francès de 1908 dirigit per Georges Méliès considerat actualment com a perdut.

## Sinopsi
Dos vagabunds demanen permís al policia rural per fer un espectacle al carrer. Un d'ells, un acròbata, aconsegueix captar l'atenció d'uns quants espectadors gràcies a exercicis de gimnàstica. Aleshores, el seu company designa un voluntari d'entre ells per a una sessió d'hipnotisme. L'home s'asseu en una cadira i aviat es troba sota l'encís de l'hipnotitzador que aprofita per alliberar-lo del seu rellotge. Quan es desperta, però, ràpidament nota la desaparició. Els dos còmplices són ràpidament perseguits per una turba furiosa que no triga gaire a enxampar-los i portar-los de tornada al lloc que havien deixat corrent. Per castigar-los, el guardià rural decideix llavors regar els nostres dos lladres amb aigua del pou, sentència que la multitud executa immediatament.

## Sortida
La pel·lícula va ser estrenada per la Star Film Company de Méliès i està numerada 1283-1287 als seus catàlegs. Actualment es presumeix perdut.
Com passa sovint amb Méliès, es va donar un títol diferent a l'estrena de la pel·lícula als Estats Units. Si en francès es titulava Judgement du garde-champêtre, va passar a anomenar-se The Two Vagabonds pel seu llançament americà.

## Galeria

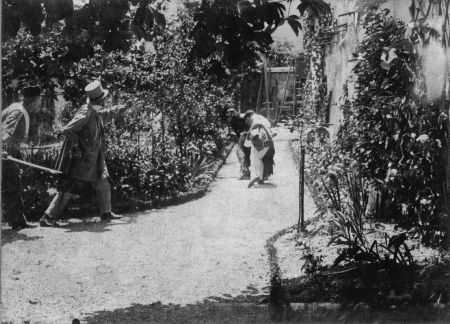
Els dos còmplices fugen, perseguits per la multitud.
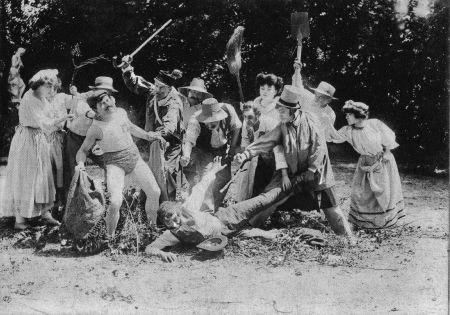
Els dos còmplices són superats per la multitud enfadada.